# Lycia Naff
Lycia Naff (Las Vegas (Nevada), 29 augustus 1962) is een Amerikaanse actrice, danseres en journaliste.

## Biografie
Naff heeft gestudeerd aan de Providence High School in Burbank waar zij cum laude slaagde. Hierna ging zij studeren aan de Palm Beach Atlantic College in West Palm Beach waar zij ook cum laude haar diploma haalde. 
Naff begon in 1983 met acteren in de televisieserie The Jeffersons. Hierna heeft zij nog meerdere rollen gespeeld in televisieseries en films zoals St. Elsewhere (1985), The Clan of the Cave Bear (1986), Fame (1982-1986), Lethal Weapon (1987), General Hospital (1989) en Total Recall (1990). In de televisieserie Fame is zij vooral te zien geweest als danseres. Naff werd in 1991 genomineerd voor een Daytime Emmy Award voor haar rol in de televisieserie ABC Afterschool Specials.
Naff is de laatste jaren vooral actief als journaliste, zij werkte vooral voor People, OK! Magazin en The Miami Herald. de laatste tijd is zij vooral actief voor zowel E! Network als Extra TV. in het verleden is zij een undercover journaliste geweest voor de roddelblad National Enquirer voor een aantal jaren.

## Filmografie[3]

### Films
- 1990 Total Recall – als Mary
- 1990 Return to Green Acres – als B.B.
- 1989 Chrome Hearts  - als T.C.
- 1987 Lethal Weapon – als Dixie
- 1986 The Clan of the Cave Bear – als Uba
- 1985 Final Jeopardy – als Vickie
- 1985 Love, Mary – als Delia
- 1985 Heart of a Champion: The Ray Mancini Story – als Cynthia

### Televisieseries
Uitgezonderd eenmalige gastrollen.
- 1989 General Hospital – als Pheobe Dawson - 12 afl.
- 1989 Star Trek: The Next Generation – als Sonya Gomez – 2 afl.
- 1982 – 1983 Fame – als danseres – 6 afl.
- 1985 Hunter – als Sally LaPone – 2 afl.
- 1985 St. Elsewhere – als Maddy – 3 afl.

- International Standard Name Identifier: 0000 0000 3956 199X
- Library of Congress Control Number: no00039123
- Virtual International Authority File: 75859250
- WorldCat: E39PBJxhrxDXrYvQTjW3tVpQMP